# Parasikukia maculata
Parasikukia maculata es una especie de peces de la familia de los
Cyprinidae en el orden de los Cypriniformes.

## Morfología
- Los machos pueden llegar alcanzar los 3,8 cm de longitud total.
- Número de  vértebras: 30.[1]

## Hábitat
Es un pez de agua dulce y de clima tropical.

## Distribución geográfica
Se encuentran en Asia: Tailandia.